# 朱弼桄
肅定王朱弼桄（1500年—1562年），明朝第五代肅王，追封靖王朱真淤的庶第二子，母次妃楊氏，恭王朱貢錝嫡次孫。由於其兄朱弼桓早卒，因此他在嘉靖十八年（1539年）襲封肅王。他在位二十三年。嘉靖四十一年（1562年）朱弼桄去世，嫡第一子昭憲世子朱縉炯早卒，一年後（嘉靖四十二年，1563年）其孫懷王朱紳堵就嗣位。
| 前任者： 祖父恭王朱貢錝 | 明肅國國王 1539年－1562年 | 繼任： 孫懷王朱紳堵 |